# 虹彩蜂鸟
虹彩蜂鸟（学名：Chrysuronia versicolor），是雨燕目蜂鸟科的一种鸟类。
虹彩蜂鸟体重约4.1克，翼长约48.2毫米，嘴峰长约19.1毫米，喙宽度约1.8毫米，喙厚度约2毫米，跗蹠长约4.3毫米，尾长约29毫米。虹彩蜂鸟在其分布区内为留鸟，其栖息在密集的高大树木组成的森林中，食性为草食性，主要食物来源是植物的花蜜。

## 亚种
- ：分布于哥伦比亚东部至委内瑞拉南部、秘鲁东部和巴西北部。
- ：分布于委内瑞拉东南部，邻近的圭亚那境内可能也是该亚种。
- ：分布于巴西东北部。
- ：分布于巴西东南部。
- ：分布于玻利维亚东北部至巴拉圭东部、巴西西南部和阿根廷东北部。
- ：分布于玻利维亚北部和巴西中西部朗多尼亚州，曾被视为单独的物种马德拉蜂鸟。[4]